# Karen Hancock
Karen Hancock is een Amerikaans auteur. Ze werd geboren in Pasadena in Californië. Ze haalde haar bachelor in biologie (Wildlife) aan de Universiteit van Arizona. 
Naast schrijfster is ze schilder.
Ze is getrouwd en heeft één zoon.

## Boeken (NL)
- Arena (2003)

De Kronieken van Kalladorne
- De Vlammen van Eidon (2004)

## Boeken (EN)
- Arena (2002)

Legends of the Guardian King
- The Light of Eidon (2003)
- The Shadow Within (2004)
- Shadow Over Kiriath (2005)
- Return of the Guardian-King (2007)
- The Enclave (2009)

- International Standard Name Identifier: 0000 0001 1570 1596
- Library of Congress Control Number: n2002024828
- Nederlandse Thesaurus van Auteursnamen: 257572287
- Virtual International Authority File: 51043742
- WorldCat: E39PBJq734httqP4gQ3ymYjBfq